# Voleybol 2. Ligi 2014-2015 (femminile)
La Voleybol 2. Ligi 2014-2015 si è svolta dal 2014 al 2015: al torneo hanno partecipato ventiquattro squadre di club turche e la vittoria finale è andata al Salihli.

## Regolamento

### Formula
È prevista una regular season in cui le ventiquattro formazioni iscritte al torneo gareggiano in due gironi da dodici squadre ciascuno, disputando gare di andata e ritorno per un totale di ventidue incontri:
- Le ultime due classificate di ciascun girone retrocedono direttamente in Voleybol 3. Ligi;
- Le prime quattro classificate dei due gironi accedono alle semifinali dei play-off promozione, dove vengono nuovamente divise in due gruppi, questa volta da quattro squadre ciascuno, disputando un round-robin;
- Le prime due classificate alle semifinali dei play-off promozione accedono alla finale dei play-off promozione, che le vede protagoniste di un nuovo round-robin, concluso il quale le prime due classificate sono promosse in Voleybol 1. Ligi.

## Torneo

### Regular season

#### Girone A - Classifica
| Pos. | Squadra              | Pt                      | G                       | V                       | P                       | SV                      | SP                      | Ratio                   | PF                      | PS                      | Ratio                   |
| ---- | -------------------- | ----------------------- | ----------------------- | ----------------------- | ----------------------- | ----------------------- | ----------------------- | ----------------------- | ----------------------- | ----------------------- | ----------------------- |
| 1.   | Salihli              | 57                      | 20                      | 20                      | 0                       | 60                      | 8                       |                         |                         |                         |                         |
| 2.   | Balıkesir BB         | 45                      | 20                      | 15                      | 5                       | 50                      | 19                      |                         |                         |                         |                         |
| 3.   | Karşıyaka            | 44                      | 20                      | 15                      | 5                       | 49                      | 21                      |                         |                         |                         |                         |
| 4.   | Rota Koleji          | 42                      | 20                      | 14                      | 6                       | 47                      | 25                      |                         |                         |                         |                         |
| 5.   | Seramiksan           | 41                      | 20                      | 13                      | 7                       | 48                      | 28                      |                         |                         |                         |                         |
| 6.   | Arkas                | 39                      | 20                      | 12                      | 8                       | 43                      | 27                      |                         |                         |                         |                         |
| 7.   | TVF Spor Lisesi      | 19                      | 20                      | 6                       | 14                      | 22                      | 43                      |                         |                         |                         |                         |
| 8.   | Işıkkent             | 17                      | 20                      | 6                       | 14                      | 17                      | 47                      |                         |                         |                         |                         |
| 9.   | Antalya BB           | 12                      | 20                      | 4                       | 16                      | 18                      | 52                      |                         |                         |                         |                         |
| 10.  | Yeşil Bayramiç       | 11                      | 20                      | 4                       | 16                      | 16                      | 54                      |                         |                         |                         |                         |
| 11.  | Anadolu Üniversitesi | 3                       | 20                      | 1                       | 19                      | 11                      | 59                      |                         |                         |                         |                         |
| -    | Karşıyaka Voleybol   | Ritirata dal campionato | Ritirata dal campionato | Ritirata dal campionato | Ritirata dal campionato | Ritirata dal campionato | Ritirata dal campionato | Ritirata dal campionato | Ritirata dal campionato | Ritirata dal campionato | Ritirata dal campionato |

| Qualificate ai play-off promozione | Retrocesse in Voleybol 3. Ligi |

#### Girone B - Classifica
| Pos. | Squadra           | Pt | G  | V  | P  | SV | SP | Ratio                          | PF                             | PS                             | Ratio                          |
| ---- | ----------------- | -- | -- | -- | -- | -- | -- | ------------------------------ | ------------------------------ | ------------------------------ | ------------------------------ |
| 1.   | Halkbank          | 58 | 21 | 20 | 1  | 62 | 12 |                                |                                |                                |                                |
| 2.   | Bolu              | 54 | 21 | 17 | 4  | 58 | 16 |                                |                                |                                |                                |
| 3.   | Maltepe           | 44 | 21 | 15 | 6  | 51 | 27 |                                |                                |                                |                                |
| 4.   | Kazan             | 39 | 21 | 13 | 8  | 44 | 32 |                                |                                |                                |                                |
| 5.   | İstanbul BB       | 37 | 21 | 12 | 9  | 41 | 33 |                                |                                |                                |                                |
| 6.   | Pursaklar         | 36 | 21 | 13 | 8  | 45 | 33 |                                |                                |                                |                                |
| 7.   | Karayolları       | 25 | 21 | 8  | 13 | 35 | 44 |                                |                                |                                |                                |
| 8.   | Ordu Telekom      | 23 | 21 | 8  | 13 | 30 | 48 |                                |                                |                                |                                |
| 9.   | Yeni Hendek       | 21 | 21 | 7  | 14 | 28 | 49 |                                |                                |                                |                                |
| 10.  | Bartın Polis Gücü | 14 | 21 | 4  | 17 | 23 | 55 |                                |                                |                                |                                |
| 11.  | Ataşehir          | 0  | 21 | 0  | 21 | 2  | 63 |                                |                                |                                |                                |
| -    | Ankaragücü        | 12 | 11 | 4  | 7  | 16 | 23 | Ritirata a campionato in corso | Ritirata a campionato in corso | Ritirata a campionato in corso | Ritirata a campionato in corso |

| Qualificate ai play-off promozione | Retrocesse in Voleybol 3. Ligi |

### Play-off promozione

#### Semifinali

##### Gruppo 1 - Classifica
| Pos. | Squadra     | Pt | G | V | P | SV | SP | Ratio | PF | PS | Ratio |
| ---- | ----------- | -- | - | - | - | -- | -- | ----- | -- | -- | ----- |
| 1.   | Salihli     | 9  | 3 | 3 | 0 | 9  | 1  |       |    |    |       |
| 2.   | Bolu        | 6  | 3 | 2 | 1 | 6  | 3  |       |    |    |       |
| 3.   | Rota Koleji | 2  | 3 | 1 | 2 | 4  | 8  |       |    |    |       |
| 4.   | Maltepe     | 1  | 3 | 0 | 3 | 2  | 9  |       |    |    |       |

| Qualificate in finale ai play-off promozione |

##### Gruppo 2 - Classifica
| Pos. | Squadra      | Pt | G | V | P | SV | SP | Ratio | PF | PS | Ratio |
| ---- | ------------ | -- | - | - | - | -- | -- | ----- | -- | -- | ----- |
| 1.   | Halkbank     | 7  | 3 | 2 | 1 | 8  | 4  |       |    |    |       |
| 2.   | Karşıyaka    | 6  | 3 | 2 | 1 | 7  | 4  |       |    |    |       |
| 3.   | Balıkesir BB | 5  | 3 | 2 | 1 | 7  | 5  |       |    |    |       |
| 4.   | Kazan        | 0  | 3 | 0 | 3 | 0  | 9  |       |    |    |       |

| Qualificate in finale ai play-off promozione |

#### Finale

##### Classifica
| Pos. | Squadra   | Pt | G | V | P | SV | SP | Ratio | PF | PS | Ratio |
| ---- | --------- | -- | - | - | - | -- | -- | ----- | -- | -- | ----- |
| 1.   | Salihli   | 9  | 3 | 3 | 0 | 9  | 2  |       |    |    |       |
| 2.   | Halkbank  | 6  | 3 | 2 | 1 | 7  | 4  |       |    |    |       |
| 3.   | Karşıyaka | 3  | 3 | 1 | 2 | 5  | 7  |       |    |    |       |
| 4.   | Bolu      | 0  | 3 | 0 | 3 | 1  | 9  |       |    |    |       |

| Promosse in Voleybol 1. Ligi |